# 逆さ吊り
逆さ吊り（さかさづり） は、両足首を縛って吊り上げる吊り方。片足逆さ吊りなど、体を逆さにする吊りを総称する場合もある。基本的にはこれを持って相手に苦痛を与え、さらには殴打や銃撃を加える拷問、処刑の手段であるが、それを模したBDSMプレイなども存在する。吊り上げる形ではないが、バンジージャンプ後の状態も逆さ吊りである。

## 概要
近代の日本では、幼児に対して配偶者からの、こうした形の体罰が振るわれる事が、まま有ったとされる。近年はDVに関連する法的罰則の施行により、公共の場でこうした違法行為を目撃する率も激減している。
なお、逆さ吊りの状態が長時間に渡るものであった場合、血圧の急上昇による血管の破裂、又は胃袋から逆流した吐寫物が気道を抑えた事による窒息死などが発生する確率が高い。逆さ吊り実行者は未必の故意によるものであっても、殺人罪に問われる可能性がある。

## BDSMプレイとしての逆さ吊り
BDSMプレイの性行為のひとつとして、逆さ吊りが、サディストによるマゾヒストへの責め行為の形で行われる例がある。これはたとえばサド男性がマゾ女性をこのように暴力的・非人道的に扱うことで、責め側は緊張感と興奮を覚え、一方で被虐側は恐怖・苦痛・屈辱感から生じる特殊な快楽を実感する流れによる。ただし現実の行為としては、上記項目のような事由から相応に危険なプレイでもあり、十分に安全管理の責任を全うし、また事故などが生じないよう細心の注意をはらって行わないとならない。
なおBDSMプレイにおける逆さ吊りは一般的に、被虐者の苦痛や恐怖の程度、そしてその行為そのものの危険度などから、かなり重度の変態プレイであるともいえる。それゆえ、実際にこのプレイを行わなくともそれを行うと宣告、あるいは暗示するだけで、責め手は被虐者の恐怖・不安、そしてマゾヒストならではの、特別な種類の性的興奮などを導くことが可能な場合もある。

## 他のBDSMプレイとの組み合わせ
また物語中や現実でのBDSMプレイの性行為としての逆さ吊りは、責め手が被虐者に対して他のプレイを組み合わせて行う例も多く見られる。例えばサド男性がマゾ女性を丸裸にして緊縛した上で逆さ吊りしたり、あるいは丸裸のまま、または丸裸を緊縛したのち鞭打ちしたり、くすぐり責めしたり、果ては水を張ったバケツを用いて頭部をそこに浸して水責めしたりなど多様な応用を図ることが可能である。それぞれ刺激的なプレイであり、行為の内容をしっかり把握した、合意の当人同士にとっては高い感興を導く場合もあるが、一方でどの場合も、前提として逆さ吊り自体が相応に危険な行為であるという認識とそれに見合った安全管理が絶対である。